# Посевкинское сельское поселение
Посевкинское сельское поселение — муниципальное образование в Грибановском районе Воронежской области.
Административный центр — село Посевкино.

## Административное деление
Состав поселения:
- село Посевкино,
- поселок Совхоза «Павловка».